# Muhammad Syed
Muhammad Syed is een Amerikaans schrijver, spreker en politiek activist. Hij is samen met Sarah Haider vooral bekend als medeoprichter van de belangenbehartigingsgroep Ex-Muslims of North America (EXMNA) in 2013, dat ernaar streeft om religieuze dissidentie te normaliseren en voormalige moslims te helpen om de islam te verlaten door hen in contact te brengen met ondersteuningsnetwerken. Syed is tevens de huidige directeur en voorzitter van EXMNA.

## Vroege leven
Muhammed Syed werd geboren in de Verenigde Staten en groeide op in Pakistan. Als kind had hij een voorliefde voor de wetenschappen, vooral astronomie, en was een groot fan van Star Wars en Star Trek. Hij kwam uit een hoogopgeleid milieu; beide ouders hadden een PhD en hij beschrijft zijn opvoeding als "relatief vrijzinnig" waarin vooral zijn moeder erg open-minded was.
In een interview met The Humanist in 2016 vertelde hij verder zijn ervaringen over hoe hij opgroeide: "Mijn familie is relatief pro-wetenschap. Ik was een moslim die evolutie begreep en accepteerde." Zijn begrip van evolutie kwam primair uit het boek Cosmos (1980) van Carl Sagan, dat niet meteen zijn geloof in vraag stelde, maar hem wel op het pad naar secularisme bracht. In 2001 verhuisde hij terug naar de Verenigde Staten, enkele maanden voor de aanslagen op 11 september 2001. Later werd hij softwareontwikkelaar.

## Activisme

### Anti-oorlogsprotesten
Na de aanslagen op 11 september 2001 en de door de VS aangevoerde interventie in Afghanistan een maand later, sloot Syed zich aan bij protesten tegen de oorlog. Syed woonde een conferentie bij van de Islamic Society of North America, waar Anwar Ibrahim (vicepremier van Maleisië 1993–98) de in april 2004 ontdekte mishandeling en marteling van gevangenen in de Abu Ghraibgevangenis door Amerikaanse soldaten fel veroordeelde, hetgeen hem op luid applaus kwam te staan van het publiek. Toen vervolgde Anwar echter door te zeggen dat gevangenissen zoals Abu Ghraib of erger in de gehele islamitische wereld bestaan, vroeg het publiek hoe vaak ze zich al hadden uitgesproken tegen mensenrechtenschendingen tegen gevangenen en anderen door moslims in moslimmeerderheidslanden, en beschuldigde het publiek van hypocrisie (Anwar was zelf van april 1999 tot september 2004 eenzaam opgesloten in een Maleisische gevangenis). Deze zelfkritiek en zelfreflectie van binnen de moslimgemeenschap maakte een diepe indruk op Syeds manier van denken.

### Geloofsafval
In de jaren na 9/11 werden sommige van Syeds Pakistaanse vrienden "ultraconservatief" en dat maakte hem "bang". Nadat hij genoeg had gekregen van conservatieve en radicale moslims, begon hij zijn religie meer gedetailleerd te bestuderen, omdat hij de islam voldoende wilde begrijpen om tegen de conservatieven te kunnen argumenteren. Hij hield zich ongeveer een halfjaar tot een jaar bezig met het lezen van geschriften (de Koran en Hadiths) en secundaire literatuur; tegen het einde van zijn bestudering besefte hij dat de radicale interpretatie in feite nauwkeuriger was dan de gematigde interpretatie. Omdat hij de radicale positie niet kon accepteren, betekende dat het einde van zijn geloof in de islam.
Het kostte Syed enige tijd om toe te geven dat hij zijn begrip van de wetenschap niet meer kon verenigen met de beweringen van de islam. Toen echter een van zijn vrienden zijn herstel van leukemie toeschreef aan God, terwijl Syed wist dat een zeker percentage leukemiepatiënten sowieso overleefde, ongeacht God, 'wist ik dat wat hij zei fantasie was. Het is niet echt waar. Het is louter een geval van waarschijnlijkheid. Vanaf toen dacht ik: ik snap dat dit allemaal onwaar is en eigenlijk weet ik dat al heel lang; maar ik heb dat nog niet tegenover mijzelf erkend.' Syed werd atheïst in 2007.
In 2007 kwam hij publiekelijk uit de kast als afvallige en had de wens om een open dialoog te beginnen en het taboe op afvalligheid te doorbreken. Deze zet bracht hem ertoe om zijn anti-oorlogsinzet te beëindigen en zijn activisme voortaan te richten op religieuze dissidentie.
In 2012 begon Syed met het organiseren van een gemeenschap van ex-moslims in de Northeast Corridor rondom Washington D.C.. In het voorjaar van 2013 nam hij contact op met andere ex-moslim-gemeenschappen met als doel om een koepelorganisatie te vormen die de groepen zou verenigen. De gecombineerde inzet van deze gemeenschappen resulteerde in de oprichting van Ex-Muslims of North America (EXMNA).

### Ex-Muslims of North America
In 2013 richtten Muhammad Syed en Sarah Haider samen Ex-Muslims of North America op, een belangenbehartigingsorganisatie en online community die ernaar streeft om religieuze dissidentie te normaliseren en te helpen lokale steungroepen op te zetten voor degenen die de islam hebben verlaten. De organisatie was aanvankelijk alleen gevestigd in Washington D.C. en Toronto, maar tegenwoordig actief op meer dan 25 locaties in de Verenigde Staten en Canada met meer dan 1000 medewerkers en vrijwilligers en in totaal 24.000 leden (in de officiële Facebookgroep). De groep probeert dissidentie normaal te maken door colleges en toespraken te geven en bewustmakingscampagnes op te zetten. Ze organiseren en nemen ook deel aan protesten en wakes voor gevangengenomen dissidenten en vermoorde atheïsten. De woordvoerder van de groep, Nas Ishmael, benadrukte dat ze de ideologie van de islamitische leer bekritiseren en "niet staan voor enige vorm van anti-moslimhaat".
In een artikel uit 2014 wees The New York Times op het motto van EXMNA: "No Bigotry and No Apologism" ("Geen intolerantie en geen goedpraterij") en omschreef de groep als verwelkomend. De BBC bevestigde dit door te vermelden dat de groep inclusief is en leden heeft van meer dan 40 etnische achtergronden. De National Review merkte echter op dat EXMNA een screeningsprocedure heeft, zodat niet zomaar iedereen zich erbij kan aansluiten, en dat ze besloten samenkomsten hebben voor veiligheidsredenen. Men moet in persoon een toelatingsgesprek hebben gehad om erbij te mogen, en om te weten wanneer en waar groepsbijeenkomsten worden gehouden. De groep legde deze praktijk van screenen uit als volgt: "In de islamitische wereld worden we openlijk vervolgd en komen regelmatig op een gruwelijke wijze aan ons eind. In de westerse wereld zijn we veiliger, maar zelfs hier kunnen openbare samenkomsten een groot risico zijn."
In een interview met de Richard Dawkins Foundation in 2014 legde Syed verder uit dat het risico onder meer inhield dat veel van hun leden geslagen, onterfd en uit het ouderlijk huis verstoten. Hij vestigde de aandacht ook op hoe belangrijk de groep is voor mensen die ondersteuning nodig hebben om hulp te krijgen of gewoon om met iemand te kunnen praten. Syed zei dat hij leden heeft die in tranen uitbarsten omdat het de eerste keer in vele jaren is dat ze het gevoel hebben een plek te hebben gevonden waar ze zich thuis kunnen voelen. In een interview uit 2016 met Areo Magazine zei de groep dat veel van hun leden immigranten zijn, dus hebben ze het moeilijk om zich aan de bredere Amerikaanse cultuur toe te passen als ze door hun familie en gemeenschap zijn uitgestoten.
In februari 2015 verscheen Syed bij The Mythicist Milwaukee Show en in april gaf hij een toespraak op de American Atheists National Convention. In september 2016 sprak hij op de jaarlijkse conferentie van de American Humanist Association over het onderwerp "Examining Honor Culture & Violence in Islam" ("Eercultuur & geweld in de islam bestuderen").

### Reacties
In 2016 weigerde Wegmans Food Markets in Fairfax, Virginia om een taart te bakken voor Ex-Muslims of North America. Muhammad Syed was ervan in de war en zei: "Er is niets aan onze naam of logo dat ook maar één redelijk individu als kwetsend zou kunnen beschouwen." Advocaat Andrew Seidel schreef een brief naar Wegmans op 20 juni waarin hij hun besluit omschreef als een mogelijke burgerrechtenschending. Het voedselbedrijf maakte alsnog de taart voor de groep.
In mei 2017 werd Muhammad Syeds Facebookgroep voor EXMNA (24.000 leden) uit de lucht gehaald na ten prooi te zijn gevallen aan moslimfundamentalistische groepen. Andere atheïstische ex-moslim-groepen die tegelijkertijd werden uitgeschakeld door een massale rapporteringsoperatie van islamisten (onder de leus "Report anti-Islamic pages") bevatten vaak ook duizenden of tienduizenden leden, en had ook de publieke pagina van Atheist Republic (meer dan 1,6 miljoen likes) ten doelwit. In een open brief schreef Syed dat Facebook en andere social mediaplatforms niet genoeg doen om kwetsbare groepen te beschermen tegen kwaadwillige aanvallen. Voorts verklaarde hij: "Arabische atheïsten, Bengaalse secularisten en talloze anderen groepen liggen al jaren onder vuur, terwijl religieus-conservatieven in de islamitische wereld ontdekken hoe ze misbruik kunnen maken van Facebooks rapporteringssysteem voor hun eigen gewin." Samen met Atheist Republic startte Syed een petitie om de groepen te herstellen en verder te "voorkomen dat religieuze extremisten atheïsten en secularisten kunnen censureren" in de toekomst.
In oktober 2017 ging Syed met EXMNA op tour door de Verenigde Staten en Canada om te spreken op universiteitscampussen gedurende het academische jaar 2017–2018. EXMNA zal spreken over een aantal verschillende onderwerpen die zowel moslims als ex-moslims aangaan. De tour begon aan de Universiteit van Colorado te Boulder.